# Ilocomba perija
Ilocomba perija är en spindelart som beskrevs av Antonio D. Brescovit 1997. Ilocomba perija ingår i släktet Ilocomba och familjen spökspindlar.
Artens utbredningsområde är Colombia. Inga underarter finns listade i Catalogue of Life.